# 回旋曲
回旋曲（又譯輪舞曲，英文：Rondo）是一种曲式，也可以作为一种音乐体裁，起源于欧洲民间的轮舞歌曲，由于这种歌曲带有一个不斷重覆的主要旋律部分，而主要旋律之間則加插其他的樂段，稱為「插部」，在主旋律和不同插部的交替下，形成了迴旋曲。習慣上，主要部分慣常稱为A，插部为B，C，D……等，因此回旋曲的组成为ABACAD……等。
音樂定義上，回旋曲中的主要部分起码要反复三次以上，所以插部至少要有两个。回旋曲独立乐曲作品也可以加上序曲、中间过渡、结尾等，但主要部分为回旋曲式。
回旋曲分为两类，一种是各部分以乐段为单位的单式回旋曲，一种是各部分以乐部为单位的复式回旋曲。
回旋曲具有活泼热烈的特性，适合表现欢乐的气氛，多用于做舞曲。也可以作为大型作品的其中一个乐章，一般协奏曲最末乐章多用回旋曲式。

## 例子
- 莫扎特《土耳其进行曲》